# Niederkaina
Niederkaina (hornolužickosrbsky  Delnja Kina) je místní část velkého okresního města Budyšín v Horní Lužici v německé spolkové zemi Sasko. Nachází se v zemském okrese Budyšín a má 435 obyvatel.

## Geografie
Niederkaina se nachází severovýchodně od centra města Budyšín. Vsí protéká potok Albrechtsbach. Okolí zástavby je převážně zemědělsky využívané, málo zalesněné. Nejvyšším bodem území je Schafberg (201 m), zároveň leží v Niederkaně nejnižší bod celého území města Budyšín o nadmořské výšce 163 m. Severně od zástavby prochází dálnice A4.

## Historie
V jižní části katastru vsi na Schafbergu se nachází rozsáhlé neolitické pohřebiště, odkrývané od 19. století. První písemná zmínka pochází z roku 1261, kdy je ves uváděna jako China. Roku 1936 se k Niederkaině připojila do té doby samostatná obec Basankwitz. V roce 1994 se obec sloučila s městem Budyšín.

## Obyvatelstvo
Vesnice náleží k lužickosrbské oblasti osídlení.

## Pamětihodnosti
- panský dům – původně barokní budova z roku 1719

## Osobnosti
- Werner Bergmann (1921–1990), kameraman
- Helmut Bergmann (1926–1998), kameraman
- Jěwa Wórša Lanzyna (1928–2020), lužickosrbská malířka, grafička, keramička a knižní grafička